# 名古屋市立港楽小学校
名古屋市立港楽小学校（なごやしりつ こうらくしょうがっこう）は、名古屋市港区港楽二丁目にある公立小学校。

## 歴史
1956年（昭和31年）に名古屋市立西築地小学校より分離独立し、名古屋市立港楽小学校として開設された。

### 児童数の変遷
『愛知県小中学校誌』（2018年）によると、児童数の変遷は以下の通りである。
| 1957年（昭和32年） | 1298人 |  |
| 1967年（昭和42年） | 890人  |  |
| 1977年（昭和52年） | 801人  |  |
| 1987年（昭和62年） | 838人  |  |
| 1997年（平成9年）  | 586人  |  |
| 2007年（平成19年） | 388人  |  |
| 2017年（平成29年） | 362人  |  |

## 通学区域
所管する名古屋市教育委員会は、2018年（平成30年）9月1日現在、港区のうち、熱田前新田字中川東・熱田前新田字西の組・河口町・港栄一丁目・港栄二丁目・港栄三丁目・港陽一丁目・港陽二丁目・港陽三丁目・港楽一丁目・港楽二丁目・作倉町の全域および港栄四丁目・港楽三丁目の各一部を通学区域として指定している。
また、卒業後の進学先は名古屋市立東港中学校となっている。

## 交通アクセス
- 名古屋市営地下鉄名港線 港区役所駅が最寄り駅である[WEB 1]。

### WEB
1. 1 2  名古屋市教育委員会事務局総務部企画経理課企画統計係 (2018年9月18日). “港区の小・中学校一覧”.   名古屋市. 2018年11月14日閲覧。
2. ↑  名古屋市教育委員会事務局総務部教育環境計画室計画係 (2018年9月1日). “名古屋市立小・中学校の通学区域一覧（港区）” (PDF).   名古屋市. 2018年11月15日閲覧。
3. ↑  名古屋市教育委員会事務局総務部教育環境計画室計画係 (2018年4月1日). “名古屋市立中学校区一覧（小→中）” (PDF).   名古屋市. 2018年11月14日閲覧。

### 書籍
1. ↑  港区制施行五十周年記念事業実行委員会 1987, p. 401.
2. ↑  六三制教育七十周年記念 愛知県小中学校誌 合同記念誌編集特別委員会 2018, p. 240.